# Ajdin Hrustic
Ajdin Hrustic (Melbourne, 1996. július 5. –) ausztrál válogatott labdarúgó, az olasz Hellas Verona középpályása.
Bekerült a 2017-es konföderációs kupán részt vevő keretbe.

## Statisztika

### A válogatottban
| Válogatott | Szezon   | Mérkőzés | Gól |
| ---------- | -------- | -------- | --- |
| Ausztrália | 2017     | 1        | 0   |
| Ausztrália | 2019     | 2        | 0   |
| Ausztrália | 2021     | 10       | 2   |
| Ausztrália | 2022     | 10       | 1   |
| Ausztrália | 2023     | 1        | 0   |
| Összesen   | Összesen | 24       | 3   |

#### Góljai a válogatottban
| # | Időpont           | Helyszín                                               | Ellenfél                | Gólok | Eredmény | Kiírás               |
| - | ----------------- | ------------------------------------------------------ | ----------------------- | ----- | -------- | -------------------- |
| 1 | 2021. június 3.   | Jaber Al-Ahmad Nemzetközi Stadion, Kuvaitváros, Kuvait | Kuvait                  | 3–0   | 3–0      | 2022-es VB-selejtező |
| 2 | 2021. október 12. | Szaitama Stadion 2002, Szaitama, Japán                 | Japán                   | 1–1   | 1–2      | 2022-es VB-selejtező |
| 3 | 2022. június 7.   | Ahmad bin Ali Stadion, Al-Rajján, Katar                | Egyesült Arab Emírségek | 2–1   | 2–1      | 2022-es VB-selejtező |

## Sikerei, díjai
- Eintracht Frankfurt
  - Európa-liga: 2021–22